# Horváth Gyula (színművész, 1930–2005)
Horváth Gyula (Budapest, 1930. május 10. – Kápolnásnyék, 2005. október 30.) Jászai Mari-díjas magyar színész, érdemes művész.

## Életpályája

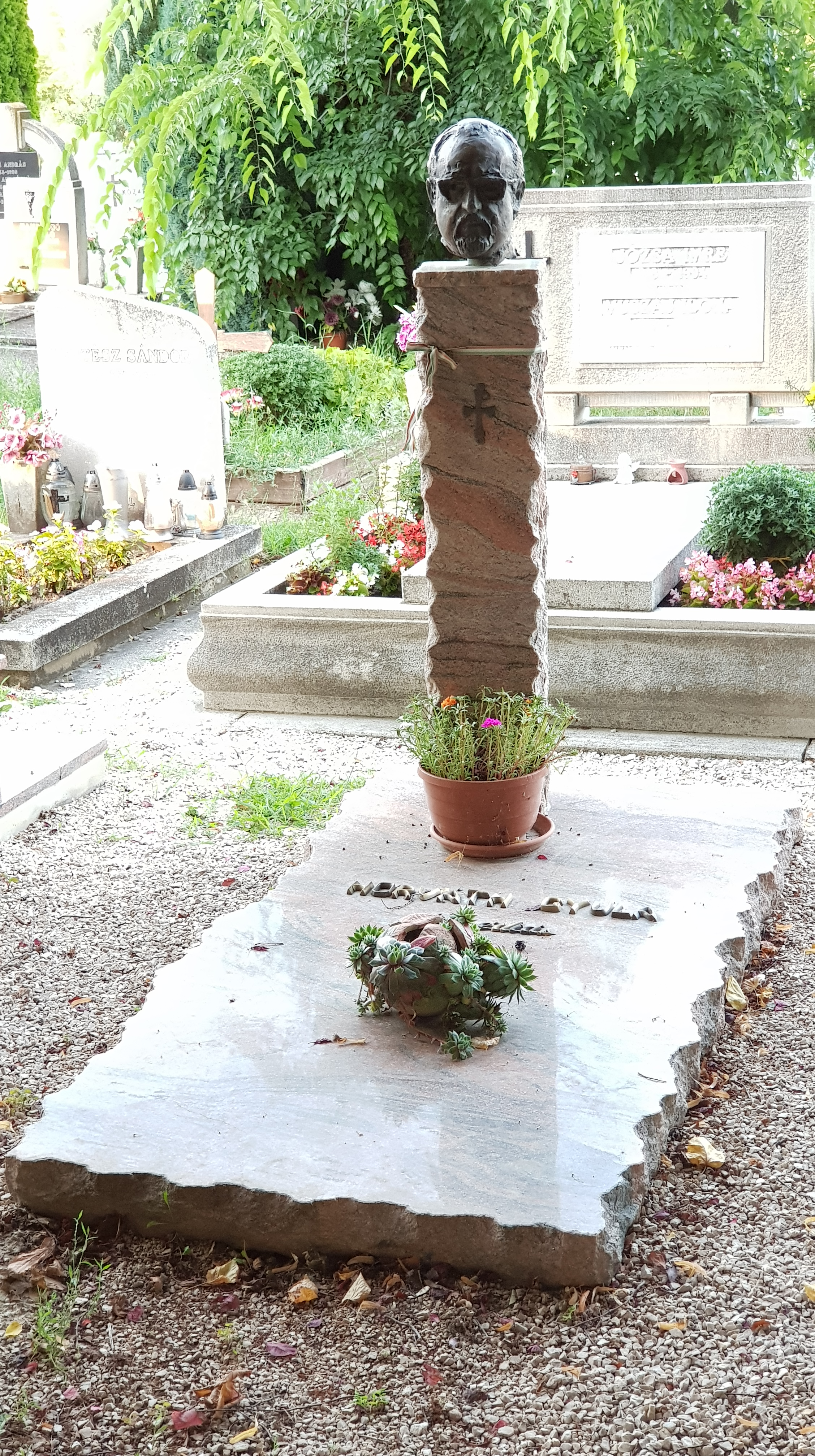
Horváth Gyula síremléke Kápolnásnyéken.

Horváth Gyula és Stürzinger Irma gyermekeként született. Hatéves koráig Ausztriában nevelkedett. Ekkor került Karcagon élő nagyszüleihez, s csak tizenegy éves korára tanult meg magyarul. Ott járt gimnáziumba is. Érettségi után derült ki, hogy Ausztriában élő szülei miatt osztályidegennek számít, s nem tanulhat tovább. Disszidálni próbált, a határon azonban elfogták, és börtönbe zárták. Ott többször is kegyetlenül megverték, egyszer éppen egy Jézus-rajza miatt.
Szabadulása után pályamunkás volt a vasútnál, majd kubikos egy téglagyárban, később kórházi irodavezető.
Mindig szerette a költeményeket, a felvételin 600 versből választhattak vizsgáztatói. 1951–1955 között a Színház- és Filmművészeti Főiskola hallgatója volt, ahol Várkonyi Zoltán, Sulyok Mária, Nádasdy Kálmán, Háy Gyula, és Bodor Tibor voltak a mesterei.
1955–56-ban a Magyar Néphadsereg Színháza, 1956–1959 között pedig a Miskolci Nemzeti Színház tagja volt. 1959–1963 között a Jókai Színház színésze volt. 1963-tól egy évet a szolnoki Szigligeti Színházban töltött. 1964–1982 között a József Attila Színház művésze.
1982-től 1991-es nyugdíjazásáig a Vidám Színpad tagja volt. Jellegzetes színpadi egyénisége vígjátékban és drámában egyaránt érvényesült. A pályán töltött ötvenöt év során több száz színpadi és filmszerepet játszott el, gyakran láthatta a közönség a televízióban is, utoljára az azóta véget ért Szomszédok című szappanoperában, ahol ő volt Gyula, Etus „mecénása”. Mesefigurák hangját is adta, a Macskafogóban Pedro, a denevér, a Süsü a sárkányban Torzonborz király, a Kukori és Kotkodában Hápogi szomszéd az ő hangján szólalt meg.
Legkedvesebb szerepének Katz tábori lelkészt tartotta a Svejk színpadi változatában. Élete utolsó éveiben visszavonultan élt, színpadon, filmen egyáltalán nem lehetett találkozni vele.

## Könyve
„Én a komédiát lejátsztam…” (Püski, Budapest, 2005) ISBN 9639906646

## Színházi szerepei
- Barta Lajos: Szerelem... Temetkezési vállalkozó
- Mihalkov: Vidám álom... Bohóc
- Tabi László: A kalóz... Blaskó Gyula
- Tabi László: Karikacsapás... Móricz
- Mérimée: A művésznő hintaja... Limai püspök
- Hollós Korvin Lajos: Hunyadi... A király hírnöke
- Karinthy Ferenc: Ezer év... Dr. Ludányi Imre
- Kálmán Imre: A cirkuszhercegnő... Nagyherceg
- Molnár Ferenc: Liliom. Egy csirkefogó élete és halála... Ficsur
- Molnár Ferenc: Olympia... Krehl
- Bretzner: Szöktetés a szerájból... Szelim pasa
- Hassreiter-Gaul: A babatündér... Babakereskedő
- Ion Luca Caragiale: Elveszett levél... Gitza
- Szolodár: Nyári kaland... Ripcov
- Callegari: Megperzselt lányok... A rendőrfelügyelő
- Gorbatov: Egy éjszaka... Novozsilov
- Shaw: Szerelmi házasság... Lickcheese
- Brecht: Koldusopera... Leprás Mátyás
- Hašek: Švejk... Breitsneider
- Katajev: Négy bolond egy pár, avagy a kör négyszögesítése... Iván
- Wolf: Cattarói matrózok... Toni Grabar
- Fejér István: Bekötött szemmel... Werner Richard
- Beleznay István: Aranyhegedű... Török Sándor
- Boldizsár Iván: Ferde torony... Brutyi
- Vészi Endre: Árnyékod át nem lépheted... Zauberlein
- Kolozsvári Grandpierre Emil: A ló két oldala... Szakály
- Sándor Iván: Két nemzedék... A szürkeruhás
- Pogogyin: Arisztokraták... Szolgálatvezető
- Maurice Maeterlinck: A kék madár... Cukor
- Goethe: Kéz kezet mos... Fogadós
- Vészi Endre: Don Quijote utolsó kalandja... Sancho Panza
- Shaw: Genf, 1938... Flanco de Fortinbras
- Dreiser: Amerikai tragédia... Huster
- Tersánszky Józsi Jenő: Kakuk Marci... Bojnyik
- Csokonai Vitéz Mihály: Tempefői... Serteperti báró
- Dobozy Imre: Holnap folytatjuk... Cserepes
- Priestley: Ma reggel születtem... George Kettle
- Shakespeare: Lear király... Cornwall fejedelem
- William Somerset Maugham: Imádok férjhez menni... Mr. Paton
- Osztrovszkij: Utolsó áldozat... Lavr Mironics
- Heltai Jenő: Az ezerkettedik éjszaka... Almalik
- Bulgakov: Fehér karácsony... Von Schrat
- Anouilh: Becket avagy az Isten becsülete... Lajos
- Berkesi András: Viszontlátásra, Harangvirág!... Mácsik Béla
- Kállai István: Keménykalaposok... Elnök
- Benjamin Jonson: Volpone... Volpone
- Jean Giraudoux: Párizs bolondja... Életmentő
- Pierre Barillet–Jean-Pierre Grédy: A kaktusz virága... Norbert
- Kállai István: A csodabogár... Mejercsik Alfréd
- Hammel: Kilenckor a hullámvasútnál... Maier
- André: Lulu... Migrain
- Mesterházi Lajos: Férfikor... Pohos
- Claude Magnier: Mona Marie mosolya... Albert Carlier
- Eugene O’Neill: Egy igazi úr... Nicholas Gadsby
- Gabányi Árpád: Aba Sámuel király... Cornes Vilmos
- Berkesi András: Közelebb az éghez... Majoros Bálint
- Gavault-Charvay: Valami mindig közbejön... Hernani
- Chaucer: Canterbury mesék... Ispán
- Illyés Gyula: Malom a Séden... Doktor Berény
- Satrov: Merénylet... Pokrovszkij
- Berkesi András: A tizenharmadik ügynök... Szűcs Tibor kisiparos
- Beaumarchais: Figaro házassága... Bartolo
- Kertész Ákos: Makra... Béla bácsi
- Roscsin: Egy fiú meg egy lány... A szibériai
- Simon: Ígéretek, ígéretek!... Mr. Dobitch osztályvezető
- Leonard: Motel a hegyen... Fintan Kinnore
- Rostand: Cyrano de Bergerac... Ragueneau
- Suassuna: A kutya testamentuma... Pékmester
- Sardou-Moreau: Szókimondó Kata... Despréaux
- Shakespeare: A makrancos hölgy... Gremio
- Shakespeare: A windsori víg nők... Ford
- Plautus: Táncoló kísértetek... Theuropid
- Leonov: Hazatérés... Spurre
- Ayckbourn: Nálunk, nálatok, náluk... Ronald
- Kardos G. György: Villon és a többiek... Sermoise kanonok
- Csiky Gergely: Buborékok... Solmay Ignác
- Sütő András: Egy lócsiszár virágvasárnapja... Mann
- Berkesi András: Kálvária... Dávid Ferenc
- Csurka István: Nagytakarítás... Miltényi
- Bolt: Éljen a királynő!... De Quadra
- Georges Feydeau: Zsákbamacska... Pacarel
- Brooke-Bannerman: Weekend a tengerparton... Jason
- Grochowiak: Őrült Gréta... Káplán
- Eugène Labiche: Mézeshét... Bocardone
- Maróti Lajos: Érdemei elismerése mellett... Gács Ernő
- Balzac: Pajzán históriák... Prókátor; Tábormester; Moncontour; Uraság
- Páskándi Géza: A koronatanú... Purius
- Csurka István: LSD... Merész Fülöp
- Bíró-Lengyel: A cárnő... Dimov
- Vaszary Gábor: Bubus... Kondorka
- Müller Péter: Szomorú vasárnap... Jani
- Fekete Sándor: A Lilla-villa titka... Dali elvtárs a megyéről
- Lőrincz-Zágon-Salamon-Radó-Kellér: Lepsénynél még megvolt
- Görgey Gábor: Huzatos ház... Bellák István
- Vinkó József: Justitia kombinéban... Réczei Rudolf
- Praxy: Hölgyeim, elég volt!... Vendom
- Flatow: Egy férfi, aki nem akar... Robertino
- Emőd Tamás-Török Tamás: Két lány az utcán... Fércz Bódog
- Lakatos László: Vágyom egy ágy után... Lajos
- Vaszary-Szántó: A nő vetkőzik... Az apa

## Filmjei

### Játékfilmek
- Dandin György, avagy a megcsúfolt férj (1955)
- Egy pikoló világos (1955) – Horváth Gyuszi
- Varázstojás (1955; rövid játékfilm)
- Dollárpapa (1956) – Kártyajátékos a pályaudvaron
- Egy csomag elveszett (1958; rövid játékfilm)
- A mi földünk (1959)[Mj. 1]
- Májusi dal (1959; rövid játékfilm)
- Merénylet (1959) – Schwetz
- Alázatosan jelentem (1960)
- Egy régi villamos (1960)
- Áprilisi riadó (1961)
- Jó utat, autóbusz (1961) – Horányi
- Angyalok földje (1962)
- Isten őszi csillaga (1962)
- Lopott boldogság (1962) – Hanák
- Meztelen diplomata (1963) – Rendőrkapitány
- Oldás és kötés (1963) – Író
- Tücsök (1963)
- A tizedes meg a többiek (1965) – Hétházy báró
- Büdösvíz (1966) – Agárdy, fmsz-ügyintéző
- Minden kezdet nehéz (1966)
- Nem szoktam hazudni (1966) – Portás
- Az özvegy és a százados (1967)
- Fiúk a térről (1967) – Smutz úr
- Tanulmány a nőkről (1967) – Gépkocsivezető
- Mi lesz veled, Eszterke? (1968) – Majtényi
- Utazás a koponyám körül (1969) – Szakállas férfi a cirkuszban
- Volt egyszer egy család (1972) – Szakállas utas
- Kakuk Marci (1973) – Kártyajátékos #2
- A Pendragon legenda (1974) – Cristofoll
- Hanyatt-homlok (1983) – Főszerkesztő
- Nyitott ablak (1988) – Őrmester
- A szalmabábuk lázadása (2001)

### Tévéfilmek, televíziós sorozatok
- Postásmese (1959) – Kolbaba úr
- Aranyfácán (1960) – Tirpák
- Timur és csapata (1960) – Fjodor Grigorjevics
- A szaxofon (1961) – James Wyllis, szaxofonos
- Hagymácska (1962) – Szalonnabőr gróf
- Ne éljek, ha nem igaz! (1962) – Filozófus
- Síratásra készül az ég… (1962) – Küldött #1
- Az attasé lánya (1963) – Fényképész
- Színészek a porondon (1963)
- A távirat (1965) – Kolov
- Délután ötkor (1965) – Kondorossy Kondel Norbert, festőművész
- Dongó (1965) – Gál nyomozó
- Mátyás király Debrecenben (1965) – Kerekes
- Én, Strasznov Ignác, a szélhámos 1-2. (1966) – Müller
- Princ, a katona (1966) – Vaskúti Károly
- A nagy kombinátor (1967)
- A százegyedik szenátor 1-3. (1967)
- A Hanákné ügy (1968) – Üzempszichológus
- Az aranykesztyű lovagjai 1-5. (1968)
- Bors (1968) – Újságíró Bécsben (2 részben)
- Szende szélhámosok (1968)
- Szomorú Szerelmesek Szanatóriuma (1968)
- A 0416-os szökevény (1969) – Dun harmadik embere
- Vidéki asszonyság (1969)
- VII. Olivér (1969) – Rendőrkapitány
- A hetedik kocsi (1970) – Német átvevő
- Mindannyiotok lelkiismerete megnyugodhat… (1970)
- A gyáva (1971) – Géza
- Régi idők mozija (1971)
- A palacsintás király 1-2. (1973) – Fasírozott generális
- Egy filozopter szerelmei (1973)
- Feje fölött holló (1973)
- Ficzek úr (1974)
- Gyilkosok (1974)
- Tisztesség minden áron (1975) – Roger
- A vád tanúi (1976)
- Beszterce ostroma 1-3. (1976) – Lengefi
- Hungária Kávéház (1976) – Sebészprofesszor (8. részben)
- Második otthonunk 1-5. (1976-1978)
- Megtörtént bűnügyek 4-5. (1976) – Ábrahám
- Robog az úthenger 1-6. (1976) – Moskovicsot kereső férfi
- Süt a hold (1976; rövid tévéjáték) – Orvos
- Bezzeg a Töhötöm (1977) – „Fuszekli” - Fuszek Alfréd, zenetanár
- Katonák (1977)
- Családi kör (1978-1981) (8 részben)
- Vakáció a halott utcában (1978) – Csombor apja
- A makrancos hölgy (1979)
- A világ közepe (1979)
- A 78-as körzet 1-6. (1980) – Plébános
- A sipsirica (1980)
- P. Howard. Írta: Rejtő Jenő (1980) – Házigazda
- Vihar a lombikban (1980)[Mj. 2]
- Agyrémek (1981)
- Mindenre van magyarázat (1981)
- Mindent vállalunk (1981)
- Sóder (1981)
- Szomorú vasárnap (1981) – Jani pincér
- A kitüntetés (1982) – Betegszállító
- Alacsony az Ararát (1982)
- Búcsú a fegyverektől, azaz (1982)[Mj. 3]
- Kutyakomédia (1982) – Dömötör
- Az utolsó futam (1983) – Néző a lóversenypályán
- Foltyn zeneszerző élete és munkássága (1983)
- Ha az igazságra esküdtél (1983)
- Három kövér (1983)[Mj. 4] – Possessio
- Kicsi a bors… III. (1983) – Múzeumigazgató
- Lógós (1983)
- Mint oldott kéve 1-7. (1983) – Bruxhuber
- Szeszélyes évszakok (1983-1989) – Taxis utasa; Kocsmáros
- A három Pestőr (1984)
- Csodatopán (1984) – Nyájas Hájas
- Nincs mese! (1984)
- Torta az égen (1984) – Tűzoltóparancsnok
- Zsákutca (1984)
- A hét varázsdoboz (1985) – Verklis
- Az admirális (1985) – Bozsik
- Francia négyes (1985)
- Kémeri 1-5. (1985) – Gédike Albert
- A fantasztikus nagynéni 1-2. (1986)
- Mennyei hang (1986)
- Gyuszi ül a fülben (1989-1990) (5 részben)
- A nemzet özvegye (1990)
- Szomszédok (1990-1994) – Gyula, az ócskás (42 részben)
- Ábel az országban (1994) – Éliás bácsi
- Ábel Amerikában (1997) – Fenyő úr
- A titkos háború (2002) – Antikvárius

### Rajz- és bábfilmek
- Dugasz Matyi birodalma (1966) (hang)
- Kukori és Kotkoda (1970-1971) – Hápogi; További szereplők (hang)
- Mekk Elek, az ezermester (1973) – Apakos (hang)
- A legkisebb ugrifüles (1975-1976) – Fülesbagoly; Tacskó (1. évadban) (hang)
- Süsü, a sárkány (1976) – Vörös szakállú zsoldos (hang)
- Futrinka utca (1979) – Nyúlkalapos (hang)
- Misi Mókus kalandjai (1980 [1982 mozifilmként]) – Mókus apó; Ottmár (befejező részben) (hang)
- Süsü, a sárkány kalandjai (1980-1984) – Torzonborz király (3 részben) (hang)
- Vuk 1-4. (1980 [1981 mozifilmként]) – Unka, a béka (hang)
- Pom Pom meséi II. (1981) – Hugó Dugó (hang)
- Vízipók-csodapók (1982) – Béka karnagy (hang)
- Éljen Szervác! (1986) – Rozmár (hang)
- Macskafogó (1986) – Pedro (hang)

## Szinkronszerepei

### Filmek
| Év   | Cím                                                                           | Szereplő                                                | Színész                 | Szinkron év |
| ---- | ----------------------------------------------------------------------------- | ------------------------------------------------------- | ----------------------- | ----------- |
| ?    | Csodatévő szent                                                               | N/A                                                     | N/A                     | 1985        |
| 1934 | Az utolsó milliárdos                                                          | N/A                                                     | N/A                     | 1976        |
| 1939 | Aranykulcsocska (2. és 3. magyar szinkron)                                    | Duramar, a falusi gazfickó                              | Szergej Martyinszon     | 1977        |
| 1939 | Aranykulcsocska (2. és 3. magyar szinkron)                                    | Duramar, a falusi gazfickó                              | Szergej Martyinszon     | 1986        |
| 1939 | Hatosfogat                                                                    | N/A                                                     | N/A                     | 1979        |
| 1940 | A bagdadi tolvaj                                                              | Nagykereskedő                                           | Bruce Winston           | 1980        |
| 1940 | A mi kis városunk                                                             | Mr. Webb                                                | Guy Kibbee              | 1977        |
| 1942 | Fosztogatók                                                                   | N/A                                                     | N/A                     | 1980        |
| 1943 | Stan és Pan, a táncmesterek (1. magyar szinkron)                              | N/A                                                     | N/A                     | 1973        |
| 1947 | Bumeráng                                                                      | Paul Harris                                             | Ed Begley               | 1978        |
| 1948 | Szent Johanna (1. magyar szinkron)                                            | Jean le Maistre                                         | Cecil Kellaway          | 1978        |
| 1950 | Dallas                                                                        | Don Felipe Robles                                       | Antonio Moreno          | 1982        |
| 1951 | A faljáró (1. magyar szinkron)                                                | N/A                                                     | N/A                     | 1971        |
| 1952 | Hölgy kaméliák nélkül                                                         | Boschi, a producer                                      | Oscar Andriani          | 1981        |
| 1953 | A kis Muck története (2. magyar szinkron)                                     | Legfőbb ramudzsin                                       | Wilhelm Hinrich Holtz   | 1978        |
| 1956 | 80 nap alatt a Föld körül (1. magyar szinkron)                                | Szolga                                                  | Peter Lorre             | 1972        |
| 1956 | A tető (2. magyar szinkron)                                                   | N/A                                                     | N/A                     | 1979        |
| 1956 | Egy életművész Marseille-ben                                                  | Garrigues                                               | Henri Crémieux          | 1992        |
| 1957 | Fájdalom nélkül                                                               | N/A                                                     | N/A                     | 1982        |
| 1957 | La Tour színre lép (1. magyar szinkron)                                       | N/A                                                     | N/A                     | 1982        |
| 1958 | Horgász a pácban                                                              | Főszakács                                               | Pierre Mirat            | 1979        |
| 1959 | Az énekes csavargó                                                            | N/A                                                     | N/A                     | 1980        |
| 1960 | A komédiás (1. magyar szinkron)                                               | N/A                                                     | N/A                     | 1970        |
| 1960 | Legénylakás (1. magyar szinkron)                                              | Mr. Eichelberger                                        | David White             | 1970        |
| 1960 | Orvos válaszúton                                                              | N/A                                                     | N/A                     | 1961        |
| 1961 | A balek bosszúja                                                              | Rémy felügyelő                                          | Albert Dinan            | 1978        |
| 1961 | A világ minden aranya (1. magyar szinkron)                                    | N/A                                                     | N/A                     | 1962        |
| 1961 | Fáklyásmenet                                                                  | N/A                                                     | N/A                     | 1978        |
| 1961 | Gyilkosság, mondta a hölgy (1. magyar szinkron)                               | Ackenthorpe                                             | James Robertson Justice | 1974        |
| 1962 | A maffia parancsára (2. magyar szinkron)                                      | Nicoludzo, helyi ínyencségárus                          | N/A                     | 1978        |
| 1962 | Billy Budd                                                                    | Edwin Fairfax Vere, a Királyi Haditengerészet kapitánya | Peter Ustinov           | 1972        |
| 1962 | Sherlock Holmes és a halál nyakéke                                            | Cooper felügyelő                                        | Hans Nielsen            | 1977        |
| 1963 | A fekete tulipán                                                              | Plantin                                                 | Francis Blanche         | 1980        |
| 1963 | A nagy kavarodás                                                              | N/A                                                     | N/A                     | 1969        |
| 1963 | Alvilági melódia                                                              | Rendőrfelügyelő                                         | Claude Cerval           | 1980        |
| 1963 | Amerikai fogócska (1. magyar szinkron)                                        | Edouard Grandpierre felügyelő                           | Jacques Marin           | 1983        |
| 1963 | Gól büntetésből                                                               | Fotóriporter                                            | Jurij Medvegyev         | 1964        |
| 1963 | Hol a tábornok?                                                               | Kaziuk őrmester                                         | Wacław Kowalski         | 1964        |
| 1963 | Tom Jones (2. magyar szinkron)                                                | N/A                                                     | N/A                     | 1976        |
| 1964 | A boszorkánymester                                                            | Maurice Messer                                          | Jochen Brockmann        | 1973        |
| 1964 | A felszarvazott                                                               | Belisario                                               | Salvo Randone           | 1990        |
| 1965 | Casanova ’70                                                                  | N/A                                                     | N/A                     | 1980        |
| 1965 | Egy kínai viszontagságai Kínában (1. magyar szinkron)                         | Charlie Fallinster                                      | Joe Saïd                | 1978        |
| 1965 | Fő az egészség!                                                               | ?                                                       | Emile Coryn             | 1975        |
| 1965 | Rigócsőr királyfi                                                             | N/A                                                     | N/A                     | 1968        |
| 1966 | A bűntény majdnem sikerült                                                    | Vámtiszt                                                | N/A                     | 1968        |
| 1966 | Hogyan kell egymilliót lopni? (első-két magyar szinkron)                      | Őrparancsnok                                            | Jacques Marin           | 1976        |
| 1966 | Hogyan kell egymilliót lopni? (első-két magyar szinkron)                      | Őrparancsnok                                            | Jacques Marin           | 1982        |
| 1966 | Hölgyeké az elsőbbség                                                         | Fermin                                                  | Carlos Lemos            | 1975        |
| 1966 | Sógorom, a zugügyvéd (1. magyar szinkron)                                     | Purkey                                                  | Cliff Osmond            | 1968        |
| 1967 | Forró éjszakában (1. magyar szinkron)                                         | Henry, Endicott inasa                                   | Jester Hairston         | 1971        |
| 1967 | Lélekben erősek                                                               | Voroncsuk                                               | Jevgenyij Vesznyik      | 1969        |
| 1967 | Nemsokára itt a tavasz                                                        | N/A                                                     | N/A                     | 1969        |
| 1967 | Szicíliai Don Giovanni                                                        | N/A                                                     | N/A                     | 1983        |
| 1967 | Tanár úrnak szeretettel (1. magyar szinkron)                                  | Florian                                                 | Edward Burnham          | 1969        |
| 1968 | A bábu                                                                        | ?                                                       | ?                       | 1969        |
| 1968 | A banditák hálójában                                                          | N/A                                                     | N/A                     | 1976        |
| 1968 | A bika jegyében                                                               | N/A                                                     | N/A                     | 1983        |
| 1968 | A nagyon szomorú királylány (1. magyar szinkron)                              | N/A                                                     | N/A                     | 1974        |
| 1968 | A pap vége                                                                    | Tanító                                                  | Jan Libíček             | 1969        |
| 1968 | Az Angyal elrablása (1. magyar szinkron)                                      | Papa                                                    | Joe Gibbons             | 1978        |
| 1968 | Bohous                                                                        | Randa                                                   | Jirí Sovák              | 1981        |
| 1968 | Ölj meg, csak csókolj!                                                        | Orvos #1                                                | N/A                     | 1969        |
| 1968 | Petulia (2. magyar szinkron)                                                  | Warren                                                  | Roger Bowen             | 1978        |
| 1969 | 12+1 (1. magyar szinkron)                                                     | Beteg a pszichiátrián                                   | N/A                     | 1970        |
| 1969 | A lovakat lelövik, ugye?                                                      | Turkey                                                  | Al Lewis                | 1980        |
| 1969 | A szicíliaiak klánja (1. magyar szinkron)                                     | Hotelvendég                                             | Roger Lumont            | 1971        |
| 1969 | Bűn és bűnhődés                                                               | Lebezjatnyikov                                          | Jurij Medvegyev         | 1970        |
| 1969 | Éjféli cowboy (1. magyar szinkron)                                            | Mr. O’Daniel                                            | John McGiver            | 1983        |
| 1969 | Laura szerelme                                                                | N/A                                                     | N/A                     | 1970        |
| 1969 | Satyricon                                                                     | Eumolpo                                                 | Salvo Randone           | 1979        |
| 1969 | Szerelmem, segíts!                                                            | N/A                                                     | N/A                     | 1982        |
| 1970 | Halálos tévedés (1. magyar szinkron)                                          | Olajtársaság egyik embere                               | N/A                     | 1970        |
| 1970 | Öt könnyű darab (1. magyar szinkron)                                          | ?                                                       | ?                       | 1973        |
| 1970 | Szerelmesek és más idegenek                                                   | Frank Vecchio                                           | Richard S. Castellano   | 1982        |
| 1970 | Sztrogoff Mihály                                                              | Hajóskapitány                                           | N/A                     | 1972        |
| 1971 | A munkásosztály a Paradicsomba megy                                           | Marx                                                    | Donato Castellaneta     | 1973        |
| 1971 | A rend gyilkosai                                                              | Boncmester                                              | Jean Franval            | 1972        |
| 1971 | Az Anderson-magnószalagok                                                     | N/A                                                     | N/A                     | 1979        |
| 1971 | Halál a kanyarban                                                             | N/A                                                     | N/A                     | 1972        |
| 1971 | Hideg pulyka (1. magyar szinkron)                                             | N/A                                                     | N/A                     | 1973        |
| 1971 | Koma kalandjai                                                                | Leha, az orvvadász                                      | Szergej Jurtajkin       | 1971        |
| 1971 | Már nem félek a napfénytől                                                    | Paluche                                                 | Francis Blanche         | 1982        |
| 1971 | Minden lében két kanál – 1. rész: Nyitány (1. magyar szinkron)                | N/A                                                     | N/A                     | 1972        |
| 1971 | Minden lében két kanál – 4. rész: Cserelord (2. magyar szinkron)              | Benny Ryan                                              | Tommy Godfrey           | 1984        |
| 1971 | Nyakék kedvesemnek (2. magyar szinkron)                                       | Daud                                                    | Ramaz Cshikvadze        | 1987        |
| 1971 | Osceola                                                                       | Bártulajdonos                                           | Bodo Schmidt            | 1972        |
| 1971 | Sacco és Vanzetti                                                             | Nagydarab szemüveges ügyész                             | N/A                     | 1972        |
| 1971 | Sátáni ötlet (1. magyar szinkron)                                             | Nyomozó                                                 | Henri Coutet            | 1971        |
| 1971 | Uram, Ön özvegyasszony lesz!                                                  | Bobo, a szakács                                         | Jan Libíček             | 1971        |
| 1972 | A váróterem                                                                   | A társa                                                 | Rudi Alvadj             | 1980        |
| 1972 | Alfredo, Alfredo (1. magyar szinkron)                                         | Alfred második ügyvédje                                 | Mario Frera             | 1974        |
| 1972 | Férfiak                                                                       | Vazgen                                                  | Azat Serenc             | 1976        |
| 1972 | Rablás női módra                                                              | N/A                                                     | N/A                     | 1980        |
| 1973 | A Sakál napja                                                                 | Francia vámtiszt                                        | N/A                     | 1981        |
| 1973 | Az ezredeseket akarjuk                                                        | Armando Caffè                                           | Pino Zac                | 1974        |
| 1973 | De hová tűnt a 7. század?                                                     | Dumont kapitány                                         | Pierre Tornade          | 1976        |
| 1973 | Nevem: Senki (1. magyar szinkron)                                             | Kötekedő férfi a szalonban                              | Benito Stefanelli       | 1981        |
| 1973 | Önző szerelem                                                                 | N/A                                                     | N/A                     | 1974        |
| 1973 | Piedone 1.: Piedone, a zsaru (1. magyar szinkron)                             | Szakállas matróz                                        | Osiride Pevarello       | 1978        |
| 1973 | Szent Teréz és az ördögök                                                     | N/A                                                     | N/A                     | 1973        |
| 1973 | Tony Arzenta (1. magyar szinkron)                                             | Arzenta apja                                            | Corrado Gaipa           | 1989        |
| 1974 | A diplomatatáska                                                              | M. Martel                                               | Wolfgang Kieling        | 1978        |
| 1974 | A négy muskétás, avagy a lepel lehull (1. magyar szinkron)                    | Porthos                                                 | Gib Grossac             | 1977        |
| 1974 | A négy muskétás, avagy majd mi megmutatjuk, bíboros úr! (1. magyar szinkron)  | Porthos                                                 | Gib Grossac             | 1977        |
| 1974 | Az élet dicsérete (1. magyar szinkron)                                        | N/A                                                     | N/A                     | 1982        |
| 1974 | Az előkelő alvilág                                                            | Anna apja                                               | N/A                     | 1976        |
| 1974 | Bankrablás (1. magyar szinkron)                                               | Al G. Karp                                              | Sorrell Booke           | 1981        |
| 1974 | Don Sebastian alkui                                                           | N/A                                                     | N/A                     | 1984        |
| 1974 | Hogyan fojtsuk vízbe, avagy kétéltűek tündöklése és bukása                    | Biológus #2                                             | N/A                     | 1976        |
| 1974 | Miért ölnek meg egy bírót? (1. magyar szinkron)                               | N/A                                                     | N/A                     | 1976        |
| 1974 | Monte Cristo grófja (1. magyar szinkron)                                      | N/A                                                     | N/A                     | 1980        |
| 1974 | Pénzt vagy életet! (1. magyar szinkron)                                       | Curtain, szórakoztatásért felelős tiszt                 | Roy Kinnear             | 1976        |
| 1975 | Agyő, haver! (1. magyar szinkron)                                             | Pignol                                                  | Pierre Tornade          | 1977        |
| 1975 | Burattino kalandjai                                                           | N/A                                                     | N/A                     | 1980        |
| 1975 | Egy romantikus angol nő (1. magyar szinkron)                                  | Herman, a filmrendező                                   | Reinhard Kolldehoff     | 1976        |
| 1975 | Éjfélkor indul útjára a gyönyör (1. magyar szinkron)                          | Ügyvéd                                                  | N/A                     | 1975        |
| 1975 | Megtalálták a 7. századot                                                     | Dumont kapitány                                         | Pierre Tornade          | 1978        |
| 1975 | Méreggel                                                                      | Huck felügyelő                                          | Helmut Qualtinger       | 1977        |
| 1975 | Zsarutörténet (1. magyar szinkron)                                            | Raymond Pelletier                                       | Mario David             | 1976        |
| 1976 | A karatézó Kobra visszatér                                                    | Akagi társa                                             | N/A                     | 1983        |
| 1976 | Akiket a forró szenvedély hevít                                               | Carrubba                                                | Mario Maranzana         | 1978        |
| 1976 | Az elnök emberei (1. magyar szinkron)                                         | Harry Rosenfeld                                         | Jack Warden             | 1984        |
| 1976 | Columbo – VI/3. rész: A szuperintelligens gyilkos csődje (1. magyar szinkron) | Bertie Hastings                                         | Sorrell Booke           | 1983        |
| 1976 | Fantázia                                                                      | Polozov                                                 | Andrej Popov            | 1976        |
| 1977 | Az elnök halála                                                               | Wyssling professzor                                     | Hans Gerd Kübel         | 1983        |
| 1977 | Csillagok háborúja IV. – Egy új remény (1. magyar szinkron)                   | N/A                                                     | N/A                     | 1984        |
| 1977 | Egy született komikus                                                         | N/A                                                     | N/A                     | 1982        |
| 1977 | Gulliver utazásai (1. magyar szinkron)                                        | Császár (hang)                                          | Norman Shelley          | 1977        |
| 1977 | Vállalom, főnök!                                                              | Myriam volt férje                                       | N/A                     | 1979        |
| 1978 | Érzéstelenítés nélkül                                                         | Főszerkesztő                                            | Kazimierz Kaczor        | 1980        |
| 1978 | Hazatérés (1. magyar szinkron)                                                | N/A                                                     | N/A                     | 1980        |
| 1978 | Ki öli meg Európa nagy konyhafőnökeit? (1. magyar szinkron)                   | Brissac                                                 | Jean Parédès            | 1979        |
| 1978 | Szállj, madár, szállj                                                         | Vambera                                                 | Jirí Pleskot            | 1981        |
| 1979 | Languszta reggelire                                                           | Duchamp                                                 | Geoffrey Copleston      | 1980        |
| 1979 | Maradhatok májusig?                                                           | Főnök                                                   | Mickey Rooney           | 1981        |
| 1979 | Muppet-show                                                                   | N/A                                                     | N/A                     | 1981        |
| 1979 | Vízkereszt, vagy amit akartok                                                 | Böffen Tóbiás                                           | Robert Hardy            | 1982        |
| 1980 | A kobra napja                                                                 | Davide                                                  | Mario Maranzana         | 1982        |
| 1980 | Gyerekek a Kék-tó hegyéről                                                    | Vattudals-Joel                                          | Beppe Wolgers           | 1983        |
| 1981 | A postás mindig kétszer csenget                                               | Barlow                                                  | Thomas Hill             | 1982        |
| 1981 | Reklám, avagy csaknem karrier                                                 | Dr. Sanders                                             | Alexander May           | 1984        |
| 1981 | Tű a szénakazalban                                                            | Canter                                                  | David Hayman            | 1983        |
| 1981 | Várj, míg telefonál                                                           | N/A                                                     | N/A                     | 1988        |
| 1982 | Ászok ásza                                                                    | Rosenblum „Nagypapa” főhadnagy úr                       | Hans Wyprächtiger       | 1989        |
| 1982 | Hintőpor                                                                      | Augusto, Rossella apja                                  | Mario Brega             | 1987        |
| 1982 | Reggeli az ágyban                                                             | N/A                                                     | N/A                     | 1985        |
| 1983 | A meztelen igazság                                                            | Bill Carlisle                                           | Royce Ryton             | 1985        |
| 1983 | A nyolc szamuráj legendája (1. magyar szinkron)                               | Egyik földműves a többi közül                           | N/A                     | 1989        |
| 1983 | Gyilkosság Coweta megyében (1. magyar szinkron)                               | Hardy Collier seriff                                    | Danny Nelson            | 1986        |
| 1983 | Krimileckék 7-8.                                                              | Van Haas                                                | Charles Brauer          | 1984        |
| 1983 | Krimileckék 7-8.                                                              | Jerry                                                   | Herbert Fleischmann     | 1987        |
| 1983 | Nyomás utána! (2. magyar szinkron)                                            | K1                                                      | Buffy Dee               | 1992        |
| 1983 | Tévedések vígjátéka                                                           | Kereskedő #2                                            | Alfred Hoffman          | 1987        |
| 1984 | Picone küldött                                                                | Armato báró                                             | Carlo Croccolo          | 1987        |
| 1986 | Bunbury, avagy hogyan legyünk győzők                                          | Dr. Chasuble                                            | Alec McCowen            | 1990        |
| 1986 | Gyűlölöm a színészeket                                                        | J. B. Cobb                                              | Bernard Blier           | 1992        |
| 1987 | A rádió aranykora                                                             | Sidney Manulis                                          | Andrew B. Clark         | 1988        |
| 1988 | Vámpírok Velencében                                                           | Don Alvise                                              | Donald Pleasence        | 1988        |
| 1990 | A repülő tornacipő (1. magyar szinkron)                                       | Alex nagyapja                                           | Lubor Tokoš             | 1993        |
| 1994 | Egy híján túsz                                                                | George                                                  | Bill Raymond            | 1994        |

### Sorozatok
| Év        | Cím                                       | Szereplő                   | Színész               | Szinkron év |
| --------- | ----------------------------------------- | -------------------------- | --------------------- | ----------- |
| 1967      | A Forsyte Saga                            | Dumetrius                  | Steve Plytas          | 1970        |
| 1968      | Nana                                      | Steiner                    | John Bryans           | 1970        |
| 1969      | A négy páncélos és a kutya II.            | Útbaigazító                | N/A                   | 1971        |
| 1970      | Csempészek                                | Karlssohn                  | Åke Engfeldt          | 1975        |
| 1971      | Az Onedin család I. (1. magyar szinkron)  | Giuseppe Garibaldi         | John Franklyn-Robbins | 1978        |
| 1973      | Sólyomszem, a nyomkereső                  | Cap                        | Patrick Troughton     | 1978        |
| 1973-1978 | Álarcban I-VI.                            | James D. Wilson            | Walter Niklaus        | 1976-1981   |
| 1976      | Hungária Kávéház                          | Lajos, a kávéház főpincére | Johannes Schauer      | 1976        |
| 1976      | Starsky és Hutch II. (1. magyar szinkron) | Wally Stone                | Chuck McCann          | 1984        |

### Rajzfilmek
| Év   | Cím                                                      | Szereplő       | Szinkronhang           | Szinkron év |
| ---- | -------------------------------------------------------- | -------------- | ---------------------- | ----------- |
| 1937 | Mickey egér – Magányos kísértetek (1. magyar szinkron)   | Szellem #1     | Harry Stanton          | 1987        |
| 1966 | Frédi, a csempész-rendész (1. magyar szinkron)           | Doktor Sírkövi | Don Messick            | 1978        |
| 1976 | Asterix tizenkét próbája                                 | Börtön foglár  | N/A                    | 1988        |
| 1977 | Lolka és Bolka a Föld körül (1. magyar szinkron)         | Ali Baba       | Kazimierz Brusikiewicz | 1978        |
| 1978 | Hüvelyk Panna                                            | Vakond úr      | Tomita Kószei          | 1983        |
| 1989 | Babar – I/6. rész: Babar választása (1. magyar szinkron) | Pompadúr       | Stephen Ouimette       | 1991        |

### Rajzfilmsorozatok
| Év        | Cím                                                    | Szereplő                                | Szinkronhang    | Szinkron év |
| --------- | ------------------------------------------------------ | --------------------------------------- | --------------- | ----------- |
| 1962      | A Jetson család I. (1. magyar szinkron)                | További szereplők                       | N/A             | 1990        |
| 1962-1964 | Frédi és Béni III-V. (1. magyar szinkron)              | Vezérökör / Főtulok                     | Doug Young      | 1974-1980   |
| 1962-1964 | Frédi és Béni III-V. (1. magyar szinkron)              | További szereplők                       | N/A             | 1974-1980   |
| 1965      | Cukorfalat I.                                          | Phillip Dugo                            | N/A             | 1989        |
| 1970      | Motoregér II.                                          | Bernát                                  | Allan Melvin    | 1974        |
| 1972      | A zöld erdő meséi                                      | N/A                                     | N/A             | 1983        |
| 1980      | Nils Holgersson csodálatos utazása a vadludakkal       | Kalózkapitány                           | N/A             | 1987        |
| 1981      | Hupikék törpikék I.                                    | Szakóka                                 | Marvin Kaplan   | 1990        |
| 1981      | Hupikék törpikék I.                                    | Mangó                                   | N/A             | 1990        |
| 1982      | Janó és Bibice (1. magyar szinkron)                    | Kortikor                                | N/A             | 1994        |
| 1983      | 80 nap alatt a Föld körül Willy Foggal                 | Bully                                   | Luis Marín      | 1986        |
| 1985      | Praclifalva lakói 1-13.                                | Hal taxiDörzs őrmester (+ Orosz István) | N/A             | 1989        |
| 1986      | Mofli, az utolsó koala                                 | Tromboletti                             | Joaquín Díaz    | 1990        |
| 1989      | Chip és Dale – A Csipet Csapat I. (1. magyar szinkron) | Humphrey, a medve                       | Jimmy MacDonald | 1990        |

## Rádió, Hangjáték
- Bajor Andor: Cincogó Felicián (1961)
- Bojki János: Az ékesen szóló paraszt története (1962)
- Passuth László: A holtak nem harapnak (1962)
- Arthur Conan Doyle: A sátán kutyája (1966)
- Rejtő Jenő: Barbara tejbár (1968)
- Reymont, Wladislaw: Parasztok (1968)
- Horváth Gyula: Az élet nem sláger! (1969)
- Jurandot, Jerzy: A kilencedik igaz (1969)
- Sós György: Aranycsont (1969)
- Falusi délután-Pipaszó mellett (1970)
- Boros Lajos-Vámos Miklós: Felfüggesztés (1971)
- Hegedüs Géza: Szemiramisz szerelme (1971)
- László Endre: „Te csak húzzad, Bihari!” (1971)
- "Kóborlásaim idején..." (1972)
- E.T.A. Hoffmann: Gőzölög a cikóriakávé...! (1974)
- Moldova György: A börtönválogatott (1974)
- René de Obaldia: A vak könnyei (1974)
- Mocsár Gábor: Riasztólövés (1975)
- Miguel de Cervantes: Szószátyárok (1976)
- Horgas Béla: Álomvásár (1976)
- A magyar humor és szatíra története: Elvújítók - nyelvújítók (1977)
- Gogol: A köpönyeg (1977)
- Rákosy Gergely: Csak egy csap (1977)
- Csurka István: Defenzív vezetés (1978)
- Déry Tibor: A félfülű (1978)
- Max Lündgren: Az aranynadrágos fiú (1979)
- Mikszáth Kálmán: Apám ismerősei (1979)
- Voltaire: A vadember (1979)
- Kopányi György: A veronai vén (1980)
- Jozef és Karel Čapek: Rovarok (1981)
- A JÁTSZÓ EMBER - Az örök sakk-király (1982)
- Takáts Gyula: Színház az Ezüst Kancsóban (1983)
- Hegedűs Tibor: Találkozás a Hitchcock-klubban (1984)
- Mándy Iván: Lebontott világ (1984)
- Edgar Wallace: Fecsegő felügyelő esetei (1984)
- Rideg Sándor: Indul a bakterház (1985)
- Mándy Iván: Ismerkedő (1986)
- Humorimpex - Az ember és a bőrönd (1987)
- Hortácisz, Jeorjiosz: Nikolósz és Kaszándra (1993)
- Theodore de Banville: Gringoire (1993)

## Díjai
- Jászai Mari-díj (1973)
- Érdemes művész (1987)